# Dixtuor
El Dixtuor à vents en re major, op. 14, és una obra de música de cambra del compositor romanès George Enescu, escrita el 1906 i interpretada per primera vegada a París el mateix any. Una actuació dura uns 23 minuts.

## Història
Enescu va compondre el seu Dixtuor ràpidament, els primers mesos de 1906. Acabava d’acabar la seva Primera Simfonia, op. 13, l’any anterior. El Dixtuor va tenir la seva primera actuació a París (menys de sis mesos després de la simfonia) el 12 de juny de 1906 en un concert de la Société Moderne d'Instruments à Vent.

## Anàlisi
El Dixtuor està escrit per a dues flautes, oboè, corn anglès, dos clarinets, dos fagots i dues trompes, és a dir, un quintet de vent doble, amb corn anglès en lloc del segon oboè. És alhora una "obra de cambra sensacionalment orquestrada" i una "simfonia magnífica en re".
Tot i que és fàcil associar l’Octet per a cordes i el Dixtuor d’Enescu a causa del seu esquema instrumental similar (un quartet de corda doble i un quintet de vent doble, respectivament), són molt diferents en estructura i estil. Tot i que els quatre moviments de l’Octet s'uneixen mitjançant procediments temàtics cíclics en una única forma sonata-allegro, el Dixtuor és més aviat un divertimento relaxat segons el model de serenates de vent de l’època clàssica, amb un gest també cap a les serenates del període romàntic. El tractament temàtic cíclic habitual d'Enescu no apareix en aquest treball: els temes no es repeteixen d'un moviment a un altre, ni es construeixen múltiples temes a partir de les mateixes cèl·lules generadores.
La qualitat rapsòdica general del Dixtuor dissimula les seves estructures clàssiques, elaborada amb economia temàtica i mà d'obra contrapuntística d'una finor considerable. Aquest estil relaxat resulta en part de la impredictible espontaneïtat amb què es presenten els temes, així com de la considerable llibertat amb què Enescu tracta les formes familiars. A més, es minimitza el contrast de tonalitats (similar al disseny de la Segona Sonata per a violí d'Enescu, composta set anys abans), aquí amb l'objectiu de mantenir una atmosfera unificada. En lloc d’un contrast definit, cada tema nou només presenta una tonalitat nova. Fins i tot els elements més vius, com ara el tema de la dansa ràpida a la secció mitjana del segon moviment o el tema principal del final, no molesten la sensació predominant de suau nostàlgia i calma.
El Dixtuor es divideix en tres moviments:

### Doucement mouvementé
El primer moviment té una forma sonata-allegro ampliada. El suau tema inicial és perfectament diatònic, en re major. La dinàmica extremadament suau prescrita per a tots els instruments minimitza els contrastos timbrals, donant lloc a l'efecte d’un conjunt de veus iguals. El tema es divideix en vint-i-tres compassos en imitació contrapuntística lliure, a la manera d’un ricercar d'Andrea Gabrieli. Un segon tema, també diatònic, és anunciat per fagots i trompes, començant un fugato amb sis entrades, alternant la relativa tecla natural-menor (si eòlic) i la seva cinquena superior (fa♯ eòlic), seguit d’un breu retorn al tema inicial, ara en la clau dominant de la major. Al principi, això sembla suggerir una exposició de sonates completa i compacta, però demostra ser un grup temàtic inicial de dues parts. En lloc de la transició esperada a una secció de desenvolupament, Enescu presenta ara el seu segon grup temàtic, que es divideix en dues parts com la primera. A partir de la remota clau de do♯ major amb un tema del corn anglès marcat com a très expressif (mais) sans rigueur, el segon tema del grup segueix immediatament, i l'exposició finalitza amb la clau dominant de la major.
La secció de desenvolupament és predominantment melòdica, amb noves frases de gran alè que sorgeixen dels temes presentats anteriorment. El segon tema fugato del primer moviment pren la iniciativa, després es contrapunta amb el primer tema en colors orquestrals iridescents. La recapitulació poc ortodoxa comença amb fragments del primer tema presentat amb diverses claus, i després juxtaposant els tres primers temes durant una trentena de compassos, "la forma en què els fragments dispersats per una explosió podrien recular". Els dos temes del segon grup temàtic són llavors recapitulats conjuntament, traslladades un semitò cap amunt per començar a la tònica, re major (en lloc de la do♯ major de l'exposició), però el tancament és de forma inesperada en si♭ major, forte, amb la primera trompa. Una coda de desenvolupament reelabora els quatre temes en una relaxació gradual en la tònica, re major, i el moviment es tanca amb una afirmació final del primer tema en augment, acabant amb una cadència plagal.

### Modérément - Vivement
El segon moviment té una connexió més manifesta amb el folklore que els altres dos. Es presenta en una forma tripartita, encara que no del patró convencional A–B–A. La primera secció desplega un tema de caràcter èpic i nostàlgic, amb un disseny rítmic fluix que s'assembla a l'estil parlando-rubato que es troba en alguns gèneres de la música popular romanesa. La partitura d'aquesta melodia amb l'oboè i el corn anglès a les octaves i les flautes que toquen un acompanyament sinuós a l'uníson entre les dues canyes dobles és un toc orquestral notable. Un breu interludi seguit d’una variant més florida del tema, en què són especialment sorprenents les appoggiaturas ornamentals L'aparició de la secció central, marcada com a Vivement, proporciona l'únic contrast d'estat d'ànim en tota la composició. El tempo es duplica bruscament i la tecla passa de menor a major, amb alguns passatges en el mode lídia encara més brillant. La clau central, però, es manté fermament ancorat en re. Un punt inicial de doble pedal en do i la, admet un to lúdic i folklòric que evoca el so de les gaites. La tornada al tempo inicial i lent, porta de nou el tema d'obertura de nostàlgia, però en un primer moment en la tonalitat de si major, a continuació, a si♭ menor, abans de finalitzar de nou en la tonalitat de la tònica de re menor. Això es converteix en un desenvolupament, en què la melodia viva de la secció central serveix d'acompanyament al tema lent. L'energia es dispersa i el tema lent desapareix, deixant el punt de pedal re i el fagot reproduint fragments del tema lúdic de la part central, només ara en la tonalitat menor. La qualitat solista i tètrica acaba finalment amb una tercera picarda en pianissimo.

### Allégrement, mais pas trop vif
El finale, per la seva despreocupada qualitat i elements expressius específics, contribueix significativament al caràcter de divertimento de l’obra. Al mateix temps, la seva estructura és "una de les formes de sonata més estranyes que es poden trobar i inclou algunes de les textures contrapuntístiques més virtuoses de tota la peça".
L'exposició és prou senzilla. Un primer tema en la tònica clau de re major es basa en una cadena de motius que ofereix riques oportunitats de desenvolupament. La continuació d’aquest tema implica un canvi modal al mode lidià sobre la mateixa tònica, un procediment que recorda l’alegre sintonia de la secció mitjana del segon moviment. El segon grup temàtic consta de tres parts components, la segona de les quals es pren literalment del vuitè compàs del primer tema. La tercera porció, derivada com a transformació d’una cèl·lula rítmica a partir del quart compàs del primer tema, es converteix en la idea principal d’aquest segon grup temàtic. L'exposició conclou amb una idea de transició força anònima i breu en ritmes puntejats, que no es repetirà més. Després d'una exposició que dura uns 79 compassos, la següent secció de desenvolupament és extraordinàriament breu en només 18 compassos, una mena de "mini desenvolupament" basat completament en el segon i el tercer motiu del segon tema.
La recapitulació comença llavors amb força amb tres afirmacions del primer tema en clau tònica de re major. La tercera afirmació introdueix una variant rítmica en triplets, seguida d’una modulació inesperada a través de la clau de transició de si♭ major a la clau distant de mi♭ major on les trompes a l’uníson llancen un "atractiu heroic" que després es repeteix en una tercera major superior i, finalment tornem a la clau d'inici de re major. En aquest punt, l'aparició és la d'un episodi de desenvolupament (aproximadament de la mateixa durada que el "mini desenvolupament") que interromp la recapitulació, però després de l'aparent retorn al tema de la recapitulació, Enescu inicia el veritable desenvolupament, amb una durada d'uns cinquanta-cinc compassos i que impliquen els dos temes principals en el contrapunt més complex de tot el dixtuor, desplaçant així el moment de màxim interès dramàtic cap al final de la composició. La coda següent a l'assaig número 41 inclou una sèrie notable de dinou quartes ascendents en diverses ones tocades a l'uníson o octaves en diverses combinacions instrumentals. Aquests tenen una sorprenent semblança amb el tema principal de la Primera Simfonia de Cambra d'Arnold Schönberg, composta el mateix any però no interpretada fins al 8 de febrer de 1907.

## Discografia
Cronològicament per data de gravació:
- Enesco: Dixtuor; Kodály: Sonata per a violoncel i piano. Solistes d’instruments de vent de l’ Orchester National de la Radiodiffusion Française, George Enescu, director; Richard Matuschla, violoncel, Otto Schulhof, piano. Gravat a Europa, 1951. Enregistrament LP, 1 disc: 12 a, 33⅓ rpm, monoaural. Remington R-199-107. Nova York: Remington Records, 1952. Decet reeditat, juntament amb les Rhapsodies romaneses núm. 1 i 2 d'Enescu, enregistrament LP, 1 disc: 12 a, 33⅓ rpm, monoaural. Varèse Sarabande VC 81042, 1978. [Decet reeditat com a part d'un conjunt de 2 CD, Romanian Radio, 2005. ]
- Dixtuor pentru suflători în re major, op. 14; Simfonia de cambra: per a 12 instruments solistes, op. 33. Nicolae Alexandru, Mihai Teodorescu, flautes; Constantin Iliuta, oboè; Pavel Tornea, anglès; Constantin Ungureanu, Constantin Cernaianu, clarinets; Emil Biclea, Gheorghe Popa, fagots; Ion Badanoiu, Paul Staicu, banyes; Constantin Silvestri, director d'orquestra. Enregistrat el 17 de setembre de 1958. Enregistrament LP, 1 disc: 10 a, 33⅓ rpm, monoaural. Electrecord ECD 14. Posteriorment reeditat, juntament amb la Chamber Symphony, enregistrament LP, 1 disc: 12 a, 33⅓ rpm, monoaural. Electrecord STM-ECE 01046, [1980]. Reeditat com, Georges Enesco: Sinfonia da Camera, Op. 33, pour douze instruments; Dixtuor en Ré Majeur, Op. 14, aboca instruments a vent. Enregistrament LP, 1 disc: 12 a, 33⅓ rpm, monoaural. La Voix de Son Maître (EMI) FALP 508. París: Industries Musicales et Électriques Pathé-Marconi, [? 19-]. Reeditat en CD, Electrecord EDC 800. Bucarest: Electrecord, 2007. L'actuació de Decet també es va reeditar en CD en un acoblament diferent, amb l'Octet for Strings d'Enescu, en "enregistraments recondicionats", a Electrecord ELDC 122. Bucarest: Casa de discursive Electrecord, [1991].
- George Enescu: Dixtuor pentru suflători, op. 14; Intermezzo [. Membres de l'Orchester philharmonique Iași Moldova (Corneliu Vieru, Teofil Viotar, flûtes; Nicolai Tudor, hautbois; Aurel Oroșanu, cor anglès; Ludovic Wagner, Aurel Negoescu, clarinets; Bucur Chirilă, Constantin Petrea, cors; Gavril Varga, Mihai Vârgă, bassons); Ion Baciu, director d'orquestra. Enregistrament LP, 1 disc: 12 a, 33⅓ rpm, estèreo. Electrecord ST-ECE 01751. Bucarest: Casa discuri Electrecord, [1970]. Reeditat Decet, recentment acoblada a Enescu: Octet en Do major per a Cordes, interpretat pels quartets de corda Voces & Euterpe (Iași) enregistrament en CD, 1 disc: digital, 4¾ in., estèreo. Marco Polo 8.223147. [Sl]: Pacific Music Co. Ltd., [1988].
- George Enescu: Symphonie de chambre op. 33; Deux intermèdes pour cordes op. 12; Dixtuor pour instruments à vent op. 14. Solistes de l' Orquestra de la Cambra de Lausana, Lawrence Foster, director d'orquestra. Enregistrat a la Salle communale d'Epalinges, del 8 al 10 de desembre de 1987. Gravació de CD, 1 disc: digital, 4¾ in., estèreo. Claves CD 50-8803. Thun: Production Claves, 1988.
- George Enescu: Octet per a cordes en do major, op. 7; Decet for Winds in D Major, Op. 14 . Orquestra de sala "Virtuozii din Bucarești" (a la Decet: Virgil Frâncu i Nicolae Maxim, flautes; Adrian Petrescu, oboe; Florin Ionoaia, cor anglès; Valeriu Bărbuceanu i Leontin Boanță, clarinetes; Gödri Orban i Viorica Feher, fagots; Simon Jebeleanu i Dan Cinca, banyes) Horia Andreescu, conductor. Gravat a Tomis Studio, Bucarest, març de 1995. Gravació de CD, 1 disc: digital, 4¾ in., estèreo. Electrecord EDC 277. Bucarest: Casa de discuri Electrecord, 1995. També publicat en CD com Olympia OCD 445. Sèrie Olympia Explorer. Londres: Olympia Compact Discs Ltd, 1995.
- Dvořák: Serenata per al vent; Enescu: Dixtuor; Janáček: Mládi. Oslo Philharmonic Wind Soloists. Enregistrat a Ris Kirke, Oslo, Noruega (Dvořák, Enescu) i Sojenberg Kirke, Oslo, Noruega (Janáček), del 4 al 6 de novembre de 1996. Gravació de CD, 1 disc: digital, 4¾ in., estèreo. Naxos 8.554 173. [Sl ]: HNH International, Ltd., 2000.
- George Enescu: Octuor en Do major, op. 7; Dixtuor en re major, op. 14. Membres de l' Orchester Philharmonique "George Enescu", Cristian Mandeal, conductor. Enregistrat a l'Ateneu Romanès de Bucarest, del 24 al 28 de febrer de 1997. Gravació de CD, 1 disc: digital, 4¾ in., estèreo. Arte Nova 74321 63634 2. Alemanya: Arte Nova Classics, 1999.
- George Enescu: Octuor per a cordes, op. 7; Dixtuor for Winds, Op. 14. Viotta Ensemble, Micha Hamel, conductor. Maria Minor enregistrada, Utrecht, 2 d'octubre de 1999 (octet), 10 de febrer de 2001 (Decet). Gravació de CD, 1 disc: digital, 4¾ in., estèreo. Ottavo OTR C20179. La Haia: Ottavo Recordings, 2001.
- WASBE 2007 Killarney, Irlanda: Universitat de Cincinnati CCM Chamber Players (Enescu: Decet; obres de Franz Krommer, Arthur Bird i Pyotr Tchaikovsky). Rodney Winther, director de la Universitat de Cincinnati College-Conservatory of Music Chamber Players, Rodney Winther. Gravat en un lloc desconegut, Killarney, Irlanda, el diumenge 8 de juliol de 2007. Gravació de CD, 1 disc: digital, 4¾ in., estèreo. Mark Records 7212. Clarence, Nova York: Mark Records, 2007.
- Trois sélections pour Chamber Winds (Enescu: Decet; Ruth Gipps: Seascape, Op. 53; Wind Sinfonietta, Op. 73). Erie County Chamber Winds, Rick Fleming, director d'orquestra. Enregistrat a Ciminelli Hall, Buffalo State College, els dies 10 i 13 de juny de 2013. Gravació de CD, 1 disc: digital, 4¾ in., estèreo. Mark Records 50790. Clarence, Nova York: Mark Records, 2014.